# Pinball Wizard/Harmony
Pinball Wizard/Harmony è un singolo di Elton John, pubblicato nel Regno Unito nel 1976.

## Tracce
Lato A
1. Pinball Wizard (Pete Townshend)

Lato B
1. Harmony (Elton John/Bernie Taupin)